# Mangueirinha (Duque de Caxias)

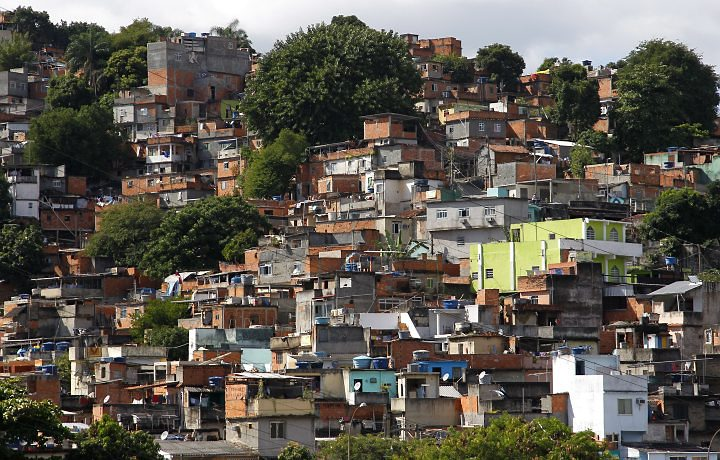
vista para a manguerinha de caxias

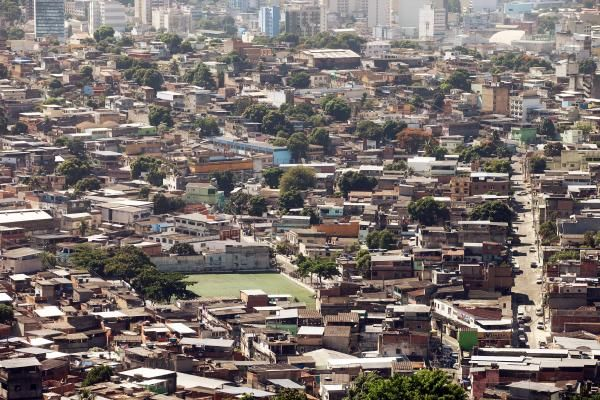
com vista para o centro e para o campo do tricolor

Mangueirinha de Caxias é um complexo de favelas da cidade de Duque de Caxias, no Rio de Janeiro. O Complexo da Mangueirinha, é o maior conjunto de favelas da Baixada Fluminense; compreendendo as favelas da Mangueirinha, Santuário, Corte 8, Lagoinha, Morro do Sapo e Favelinha de Caxias.
conta com vasto comércio, escolas públicas e particulares, postos de saúde, clínicas, dentistas e uma filial de uma grande rede de supermercado (Valente), além de ser assistida por várias linhas de ônibus municipais e intermunicipais. conhecida pela violência, a Mangueirinha também é conhecida pelo futebol e pelo samba, quando no auge de sua fama o Bloco do China ensaiava na Escola Estadual Senhor do Bonfim, na subida do morro e o campo do Tricolor, um dos clubes mais tradicionais de Duque de Caxias, que hoje conta com grama sintética, dimensões semioficiais e sede social ampla com bons vestiários. A última contagem da população foi feita pela extinta AMAMTEL - Associação de Moradores e Amigos do Morro da Telefônica, há mais de dez anos e contava somente na Mangueirinha com mais de 8 mil moradores.
Seu alto também é muito conhecido pela sua bela vista panorâmica para Região Metropolitana do Rio de Janeiro, com destaques para a vista do Aeroporto Internacional Tom Jobim, Igreja da Penha, Corcovado, Pão de Açúcar, Ponte Rio-Niterói, entre outras. Na área verde da Mangueirinha, a vista se dá para a Região Serrana do Rio de Janeiro, com destaque para a vista do Dedo de Deus. Em 07 de fevereiro de 2014 a comunidade passou a ser atendida pela 37° UPP.

## ligações externas
- primeira UPP fora da Capital
- mapa da mangueirinha de caxias